# Attitude Records
Attitude Records var ett svenskt skivbolag och startades 1998. Som en underetikett till musikgruppen Ultima Thules eget skivbolag. 2000 köptes bolaget upp av det tyska skivbolaget DIM Records.

## Diskografi
- 1998 Forbidden Rage - Oi! Oi! Rebels - CDA001
- 1998 This is Attitude Records so far... - CDA002 (samlingsskiva)
- 1998 The Headhunters -  Eat This Dickhead![1]. CDA003
- 1998 The Jinx - Past and Present - CDA004